# Смысловая теория мышления
Смысловая теория мышления (СТМ) — теория мышления, разработанная советским и российским психологом О. К. Тихомировым и его учениками. Основой для данной теории стали идеи Л. С. Выготского о социокультурных средствах в функционировании психики человека и А. Н. Леонтьева о мышлении как о сложной теоретической форме человеческой деятельности.
С позиции данной теории, мышление — это деятельность, которая направляется сложной структурой регулирующих её компонентов, таких как эмоции, смыслы и личностные особенности. Для исследователей было важно понять: каким именно образом эти компоненты в своей структурной регуляции влияют на реализацию деятельности мышления. Главная роль отводилась изучению личностного уровня регуляции мышления.
В 60-х годах XX-го века О. К. Тихомиров провёл серию исследований в рамках авторского экспериментального метода, в котором использовался экологически валидный модельный объект — шахматная игра, для изучения фундаментальных проблем психологии. В качестве регистрируемых показателей использовались глазодвигательная и осязательная активность, кожно-гальваническая реакция, а также рассуждения вслух. В дальнейшем в рамках СТМ исследовались также роль эмоций в структуре мышления; смысло- и целеобразование; мотивация мыслительной деятельности; преобразование структур мышления в современности; творческое мышление.
Базовые положения СТМ изложены в авторской монографии 1969 года, в дальнейшем развивались идеи о потребности-мотивационной детерминации мышления, многоуровневости мыслительной деятельности, преобразования психики в условиях новых форм орудийного опосредствования. Развивали эту концепцию ученики О.К. Тихомирова: Клочко В. Е., Телегина Э. Д., Терехов В. А., Т. В. Корнилова, Ю. Д. Бабаева, А. Е. Войскунский, О. Н. Арестова, И.А. Васильев, Знаков В.В., Белавина И. Г., Березанская Н. Б., Большунов А. Я., Бибрих Р. Р., Бреслав Б. Г. (Латвия), Богданова Т. Г.,   Васюкова Е. Е., Виноградов Ю. Е.,  Гурьева Л. П.,  Копина О. С.,  Коршунов Ю. Г., Лысенко Е. Е.

## Основные положения СТМ
Традиционно важное место в психологии мышления занимает изучение решения задач (проблемных ситуаций). В СТМ данные процессы также рассматривались и понимались как формирование, развитие и сложное взаимодействие операциональных смысловых образований разного вида и уровней. Операциональные смыслы определяются через избирательность и направленность исследовательской деятельности. Было введено понятие невербализированных операциональных смыслов (НОС). Это индивидуальная форма психического отражения, которая возникает у субъекта в результате невербализованных исследовательских актов и меняется на разных этапах периода, предшествующего выбору практического действия. В НОС отражаются отношения между условиями и целью действий субъекта. В качестве разновидностей выделяют НОС элементов, ситуации, попыток, переобследований и действия. Кроме того, НОС отличают друг от друга по следующим свойствам: объём, структура и глубина (число фиксируемых глазом или осязаемых рукой элементов; частота и длительность их фиксаций или осязания; глубина преобразования наличной ситуации соответственно).
О. К. Тихомировым и его учениками также был выделен другой уровень операциональных смыслов — вербализованные операциональные смыслы (ВОС). Они могут быть зафиксированы, например, при анализе рассуждений вслух. НОС и ВОС могут переноситься из одной задачи в другую.
Очень много внимания О. К. Тихомировым с коллегами было уделено изучению процессов эмоциональной регуляции мышления. В СТМ были выделены следующие регуляторные механизмы: эмоциональное закрепление, эмоциональное наведение и эмоциональная коррекция.
В работе первого механизма закрепляются такие компоненты мыслительной деятельности как элемент, способ действия с ним, принцип решения, промежуточный результат. Эти компоненты в ходе поиска получают смысл и эмоциональную окраску для испытуемого. Эти эмоционально окрашенные компоненты определяют смысл некоторых направлений поиска, которые будут использованы для решения некоторой проблемной ситуации, а также могут переноситься для решения других задач.
Благодаря второму механизму — эмоциональному наведению — обеспечивается возврат поиска к предыдущим этапам, связанным с эмоционально окрашенными компонентами, которые были выделены после эмоционального закрепления. Этот возврат возможен благодаря связям по смыслу, а эмоция выступает в качестве сигнала «адекватного» возврата. Основа механизма эмоционального наведения — это сопоставление личностных и операциональных смыслов, происходящих через целостно-интуитивные процессы переработки предметного содержания.
Третий из перечисленных механизмов — механизм эмоциональной коррекции — направлен на обеспечение изменения характера действий по поиску, возникших под влиянием эмоций (например, выбор направления и фиксация зоны поиска, уменьшение объема зоны поиска, возникновение новой тактики целеобразования). Под этим понимается «приведение общей направленности и динамики поведения в соответствие со смыслом этой ситуации и производимых в ней действий для субъекта, для удовлетворения его потребностей и интересов, для реализации его ценностных установок». Это значит, что изменившийся характер поисковых действий связан с осуществлением не только сигнальной функции, но и побудительной. В результате этого осуществляется поиск новых путей по преобразованию проблемной ситуации, излечения содержания памяти, создание новых средств преобразования проблемной ситуации.
В итоге получается, что некоторые из компонентов проблемной ситуации приобретают смысл, а также становятся эмоционально окрашенными, а в ходе процесса эмоционального закрепления фиксируется смысл компонентов деятельности мышления. Данные компоненты, имеющие определённую эмоциональную окраску, отвечают за определение смысла различных направлений поиска, используются при решении данной проблемной ситуации, и могут быть перенесены для решения других задач. Эмоциональное переживание предшествует объективации познавательного противоречия и формированию цели мыслительной деятельности, оно инициирует и направляет поиск логической структуры противоречия. Данный феномен назван «эмоциональным обнаружением проблемы». Можно сказать, что эмоции в СТМ выступают как специфические новообразования, которые включены в регуляции деятельности мышления. Для более подробного раскрытия функционирования эмоций следует рассмотреть понятие динамической смысловой системы (ДСС), которая формируется по ходу осуществления деятельности мышления.
Динамическая смысловая система (ДСС) в рамках ДСС рассматривалась как функциональная система регуляции, в которую интегрированы когнитивные и эмоциональные процессы, развертывающуюся по ходу осуществления мыслительной деятельности. В ходе мыслительной деятельности происходит целостно-интуитивная переработка предметного содержания. Эта переработка является смысловой и имеет эмоционально-образной характер. В ходе развёртывания деятельности ДСС проходит ряд стадий:
- Инициация. Эта стадия характеризуется эмоциональным предвосхищением и выделением предмета мыслительной деятельности
- Целеобразование. Здесь происходит эмоциональное предвосхищение и проект преобразования задачи. Эта стадия характеризуется «эмоциональным решением» и ей предшествуют процессы поиска области, в которой содержатся эмоционально окрашенные компоненты, а также нарастание эмоциональной окраски компонентов при переходе от одной области к другой.
- Реализация. Здесь эмоции участвуют в обнаружении и поддержке конкретных действий, выработанных в результате проекта преобразования задачи.

## Примеры эмпирических исследований
Теоретические представления, представленные СТМ, нашли своё подтверждение во множестве эмпирических исследований. Среди основных направлений исследований можно выделить:
1. Психология принятия решений[5][6]. Данное направление возникло в ходе развития представлений о динамической смысловой регуляции деятельности в СТМ.
2. Психологию творческого мышления[7]. В рамках СТМ творческое мышление рассматривалось деятельность с незаданными компонентами в отличие от других концепций, где творческое мышление отождествлялось с продуктивным мышлением, противопоставлялось «шаблонному».
3. Преобразование структур мышления и информационные технологии. Здесь можно отметить работы по исследованию соотношения творческих и рутинных компонентов в деятельности[8], виртуальной реальности[9][10], компьютерных игр[11].
4. Изучение аффективных компонентов мышления[12].
5. Мотивационно-личностные образования в структурах мышления[13][14].

## Основные публикации
- Тихомиров О.К. Структура мыслительной деятельности человека (Опыт теоретического и экспериментального исследования). М.: Изд-во Моск. ун-та, 1969. 304 c
- Человек и компьютер / Под ред. О. К. Тихомирова. М., 1972.
- Человек и ЭВМ / Под ред. О. К. Тихомирова. М., 1973.
- Психологические исследования творческой деятельности / Под ред. О. К. Тихомирова. М., 1975.
- Психологические механизмы целеобразования / Под ред. О. К. Тихомирова. М., 1977.
- Психологические исследования интеллектуальной деятельности / Под ред. О. К. Тихомирова. М., 1979.
- Васильев И.А, Поплужный В.Л., Тихомиров О.К. Эмоции и мышление. М.: Изд-во Моск. ун-та, 1980. - 193 с.
- Тихомиров О. К. Психология мышления: Учебное пособие. М., 1984; 2002.
- Тихомиров О.К., Бабанин Л.Н. ЭВМ и новые проблемы психологии. М.: Изд-во Моск. ун-та, 1986. 204 с.
- Психологические проблемы автоматизации научно-исследовательской деятельности / Под ред. О. К. Тихомирова, М. Г. Ярошевского. М., 1987.
- Корнилова Т.В., Тихомиров О.К. Принятие интеллектуальных решений в диалоге с компьютером. М.: Изд-во Моск. ун-та, 1990. 192 с.
- Тихомиров О.К. Понятия и принципы общей психологии. Учебное пособие для слушателей ФПК факультета психологии. М.: Изд-во Моск. ун-та, 1992. 85 с.
- Тихомиров О.К. Психология. Учебник / Науч. ред. О.В. Гордеева. М.: Высшее образование, 2006. 538 с.
- Тихомиров О.К. Лекции по психологии. М.: Юрайт, 2008. 589 с.
- Юбилейный тематический выпуск журнала «Вестник Московского университета. Серия 14. Психология», посвящённый О. В. Тихомирову и его школе — № 2, 2008.